# Broomeia
Broomeia — рід грибів родини Broomeiaceae. Назва вперше опублікована 1844 року.

## Класифікація
До роду Broomeia відносять 3 види:
- Broomeia congregata
- Broomeia ellipsospora
- Broomeia guadalupensis